# Sainte-Soline

Sainte-Soline este o comună în departamentul Deux-Sèvres, Franța. În 2009 avea o populație de 367 de locuitori.